# 間宮久美子
間宮 久美子（まみや くみこ、1973年1月22日 - ）は、日本のタレント。株式会社A4所属。
東京都出身。日本大学芸術学部卒業。

## 出演

### テレビ番組
- ザ・ワイド（1995年[1] - 2007年[2]、日本テレビ） - リポーター
- 警視庁24時（テレビ朝日）
- 情報ライブ ミヤネ屋（2008年[2] - 、読売テレビ）
- アメリカビューティー紀行（テレビ東京）
- めんたいワイド（福岡放送）
- 虎の門ニュース8時入り！（DHCシアター） - 総集編ナレーター
- 麻雀 BATTLE ROYAL 生放送スペシャル！（MONDO TV）

### テレビドラマ
- 事故調（2015年、BSジャパン）
- 民王 第五章[2]「革命」（2015年、テレビ朝日）
- ドラマスペシャル 警部補・碓氷弘一 〜殺しのエチュード〜（2017年、テレビ朝日）

### ラジオ番組
- 松村邦洋の虎・トラ・TORA[3]

### CM
- 四国キヨスク キャンペーン
- GEORGIA 缶コーヒー（日本コカ・コーラ）
- 3つ星 ビストロ WEBリポート（パナソニック）
- 中部テレコミュニケーション
- ルアン インフォマーシャル[3]
- スターツピタットハウス[4]

### プロモーションビデオ
- 日本大学[3]